# L'ull de l'observador

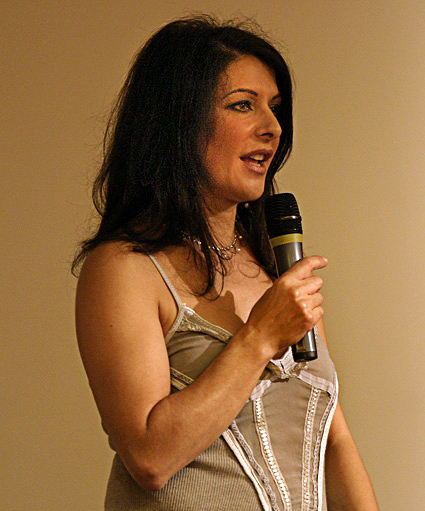
Marina Sirtis iinterpreta Deanna Troi, una oficial de la Flota Estel·lar mig betazoide que utilitza les seves habilitats telepàtiques per navegar pels seus deures i la seva vida personal. En aquest episodi ha de resoldre un whodunit

"L'ull de l'observador" (títol original en anglès "Eye of the Beholder") és el divuitè episodi de la setena temporada, i el 170è de tota la sèrie, de la sèrie de televisió de ciència-ficció estatunidenca Star Trek: La nova generació. Es van emetre originalment el 28 de febrer de 1994 en redifusió als Estats Units. Va ser escrit per Brannon Braga en base a un guió de René Echevarria i dirigit per Cliff Bole. Conté la primera representació en qualsevol sèrie de televisió o pel·lícula de Star Trek de l'interior de la naveta de curvatura d'una nau estel·lar, i l'única fins a l'episodi de 2002 Star Trek: Enterprise "The Catwalk".
Ambientada al segle XXIV, la sèrie segueix les aventures de la tripulació de la nau de la Flota Estel·lar de la Federació Enterprise-D sota el comandament del capità Jean-Luc Picard. En aquest episodi, Troi investiga el suïcidi d'un membre de la tripulació i descobreix que es va cometre un assassinat a la nau mentre es construïa, i que l'assassí encara és a bord.

## Argument
El tinent Daniel Kwan es suïcida saltant a la descàrrega de plasma d'un dels tubs de la góndola warp a bord de l' Enterprise, 'Enterprise després de comentar "es riuen de mi" i "Ja sé què he de fer". El capità Picard assigna Worf i Deanna Troi a investigar la mort. Els registres personals i les habitacions de Kwan no revelen rastres de depressió; de fet, semblava estar content de passar els següents dies amb la seva xicota, l'alferes Calloway, i només tenia una lleugera però normal aversió per la seva superior tinent Nara.
Parlen amb Nara a la góndola però descobreixen que no tenia res en contra de Kwan. Troi es troba a la plataforma amb vistes a la descàrrega de plasma i de sobte s'inunda d'emocions, desorientant-la. Dra. Crusher determina que els seus sentits empàtics estaven sobrecarregats i suggereix descansar. Troi i Worf discuteixen que potser s'ha vist afectada per un "eco" empàtic deixat per Kwan, que també tenia habilitats empàtiques febles. Tornen a la góndola, on Troi experimenta una sèrie de visions: la d'una dona que retrocedeix espantada d'un home pèl-roig; equipament d'Utopia Planitia, la base estel·lar on es va construir l'"Enterprise"; i més tard la mateixa dona besant un altre home en un armari. Worf la treu d'aquestes visions i determinen que provenen d'uns esdeveniments de fa vuit anys durant la construcció de l'"Enterprise". Troi és capaç de reconèixer l'home pèl-roig com el tinent Walter Pierce, que actualment serveix a bord de la nau; Pierce també havia estat superior de Kwan a Utopia Planitia. Parlen amb Pierce, però ell afirma no tenir-ne cap coneixement. Després de deixar-lo, Troi admet a Worf que no podia llegir Pierce i creu que ell també és parcialment empàtic. Mentre es preparen per retirar-se a la nit, Troi i Worf es besen profundament i passen la nit junts.
L'endemà, el Dr. Crusher proporciona a Troi un inhibidor neuronal per bloquejar el sentit empàtic de Troi i permetre-li visitar la góndola amb seguretat. Worf és indiferent a Troi i, en canvi, li proporciona Calloway per ajudar-la. Troi, amb Data i La Forge, examinen el conducte de plasma en què Kwan estava treballant abans de la seva mort, i Troi es veu superada per les mateixes visions malgrat l'inhibidor. Afirma que hi ha alguna cosa amagada al conducte; La Forge descobreix un esquelet humà, el que queda del cos d'una dona, incrustat a la nau, identificat com l'alferes Marla Finn, la dona de les visions de Troi. Troi descobreix que en Finn va desaparèixer a Utopia Planitia abans de l'arribada de Kwan, i arriba a sospitar que Pierce l'ha matat, creient que les visions són des del seu punt de vista. Convenç en Worf perquè arresti Pierce, però descobreix que Worf s'interessa més per Calloway. Troi torna a les seves estances i es sorprèn quan arriba en Pierce; tement per la seva vida, Troi intenta contactar amb Worf, però descobreix que és a les estances de Calloway. Hi corre i s'espanta en trobar-los abraçats, i ells es giren per riure's d'ella. En un atac de ràbia, agafa un faser i mata Worf. Espantada per la seva acció, surt ensopegant de les estances de Calloway i hi troba Pierce; ell li diu "ja saps què has de fer". Troi hi accedeix i corre cap al tub de la góndola i es prepara per saltar al plasma com va fer Kwan abans, però és aturada per un Worf molt viu.
Troi perd la visió i s'assabenta que només han passat uns segons des que va arribar a la góndola. La revisió dels registres mostra que Pierce, Finn i l'altre home de la seva visió van morir a Utopia Planitia per una descàrrega de plasma, probablement com a resultat de Pierce que va veure Finn amb l'altre home després d'haver tingut una relació romàntica amb ell. Sospita que Pierce era empàtic, ja que ella i Kwann havien experimentat el residu psíquic de la seva mort que encara roman al conducte de plasma. Amb el cas resolt, Worf pregunta a Troi sobre la sorpresa de veure'l després d'impedir-li saltar. Ella respon que l'havia vist assassinat en la seva al·lucinació. Quan Worf pregunta qui el va matar, Troi respon tímidament: "L'infern no té tanta fúria com una dona menyspreada."

## Actors invitats
- Mark Rolston - Walter Pierce
- Nancy Harewood - Nara
- Tim Lounibos - Tt. Daniel Kwan
- Johanna McCloy - Maddy Calloway
- Nora Leonhardt - Marla E. Finn
- Dugan Savoye - William Hodges
- Majel Barrett - Veu de l'ordinador

## Referències culturals

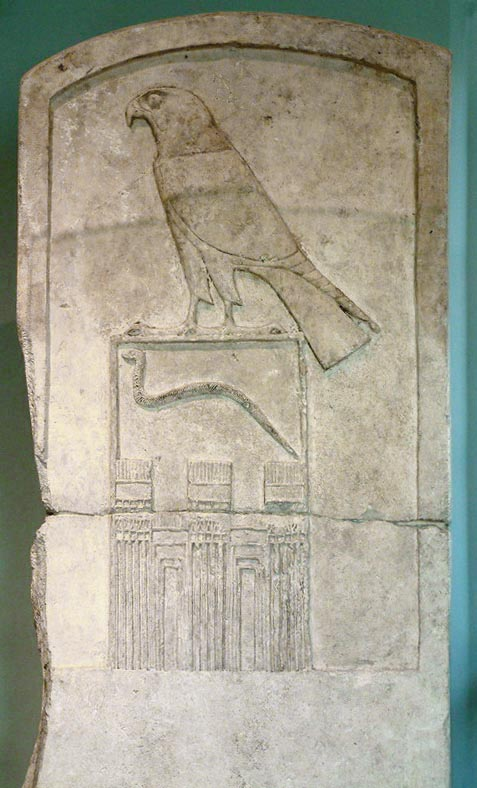
Estela funerària de Wadji d'Abidos, model per a l'obra d'art de Napeu